# 埃尔波阿尔
埃尔波阿尔，是西班牙加泰罗尼亚莱里达省的一个市镇。 总面积9平方公里，总人口632人（2001年），人口密度70人/平方公里。